# Ченто
Ченто (итал. Cento) — коммуна в Италии, располагается в регионе Эмилия-Романья, подчиняется административному центру Феррара.
Население составляет 31 475 человек (на 2004 г.), плотность населения составляет 454 чел./км². Занимает площадь 64 км². Почтовый индекс — 44042. Телефонный код — 051.
Покровителем коммуны почитается священномученик Власий Севастийский, празднование 3 февраля.
Ченто — родина филолога XVI века Альберто Аккаризио, автора «Grammatica volgare» (ок. 1536), одного из первых словарей итальянского языка.